# Chula Vista (Coahuila)
Chula Vista es una localidad del estado mexicano de Coahuila. Es parte del municipio de Ocampo.

## Demografía
| Gráfica de evolución demográfica |
|                                  |

| Censo | Población |
| ----- | --------- |
| 1980  | 531       |
| 1990  | 1 412     |
| 2000  | 1 594     |
| 2010  | 1 671     |
| 2020  | 1 840     |